# Huonia daphne
Huonia daphne – gatunek ważki z rodziny ważkowatych (Libellulidae).